# Millner Tivadar

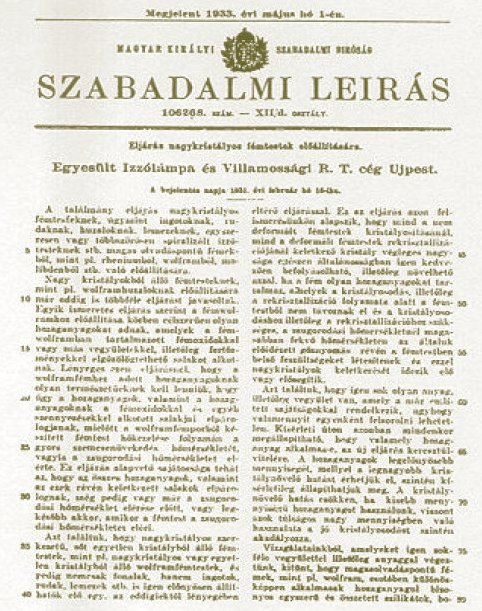
Millner Tivadar és Tury Pál GK (grosskristal) volfrámra vonatkozó szabadalma

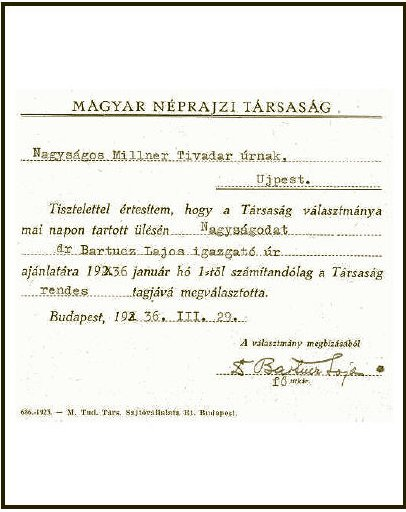
Értesítés. A javaslatot dr. Bartucz Lajos a Néprajzi Múzeum igazgatója, a Magyar Néprajzi Társaság főtitkára tette

Millner Tivadar (Pécs, 1899. március 7. – Budapest, 1988. október 28.) magyar vegyészmérnök, az MTA tagja. Nevéhez fűződik az alaktartó volfrámszál kifejlesztése.

## Tanulmányai
A pécsi Belvárosi Elemi fiúiskola eminens tanulója, hegedű és zongora eredményeiről rendszeresen beszámolt a pécsi sajtó.
A pécsi Cisztercita Gimnáziumban 1917-ben letett jeles érettségi után Budapesten a Királyi József Műegyetemen folytatta tanulmányait, és 1923-ban kitűnő minősítésű vegyészmérnök oklevelet szerzett. Egyetemi tanulmányai alatt már az egyetem Szerves Kémia Tanszékén 1920-ban gyakornok. 1922–1923 éveiben a Pázmány Péter Tudományegyetem Rádium Intézetében tanársegéd. A diploma megszerzése után az Egyesült Izzó Pfeifer Ignác vezette laboratóriumában helyezkedett el, mint laboratóriumi mérnök. Rövid időre visszament a Műegyetemre, ahol 1925–1927 között tanársegéd a Szarvassy Imre professzor vezette Elektrokémiai Tanszéken.

## Az Egyesült Izzóban

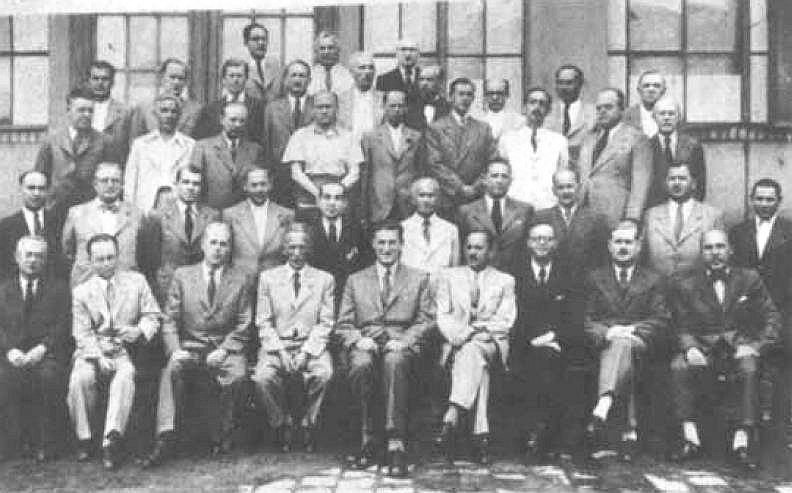
Egyesült Izzós műszakiak egy csoportja. Az első sorban jobbról a második Millner Tivadar, a harmadik Tury Pál

1927-ben visszatért az Izzó Kutatójába. Az ott folyó tudományos munka jelentős részben az izzólámpa tökéletesítésére irányult. A feladat: legolcsóbban a lehető legtöbb fényhez jutni. Az optimális izzó a legkisebb energiafogyasztás mellett a legtöbb fényt adja, a leghosszabb élettartam alatt. Mivel az Egyesült Izzó kartellben működött, a szerződés szerint az izzók élettartamát 850-1150 órában állapították meg. Az élettartam tehát nem volt számottevően növelhető. Így a fejlesztés adott élettartam és fogyasztás mellett minél több fényt adó lámpa előállítására irányulhatott. Ezt egyrészt az izzószál tökéletesítésével, másrészt a töltőgáz minőségének javításával lehetett csak elérni. 1929-ben Bródy Imrével közösen kaptak szabadalmat volfrámszálas, kriptontöltésű izzólámpára. A kriptontöltés lehetővé tette az izzószál hőmérsékletének emelését, a hőveszteség csökkentésére célszerűnek látszott a volfrámszálat kis térfogatban helyezni el, de ugyanezt kívánta a drága kriptongázzal való takarékoskodás szempontja is. Ekkor már argontöltésű, húzott volfrámszálas lámpákat gyártottak. A General Electricnél működő Pácz Aladár kísérletei nyomán készítették 1917–1918 között a magas hőmérsékleten spiralizált volfrámszálat. Az Egyesült Izzóban is ezen az úton folytak a kutatások. A rideg volfrámból nehéz volt szálat készíteni, továbbá a szál nem volt kellően formatartó: melegen megnyúlt. Tury Pál és Tarján Szabolcs már 1924-ben szabadalmat dolgoztak ki a volfrámanyag javítására. A kísérleteikbe bekapcsolódott Millner Tivadar is. Tury Pállal közösen 1931-ben fogalmazta meg a GK (Grosskristal) volfrámszálra vonatkozó szabadalmát. A változtatás lényege, hogy a kis mennyiségben már korábban a volfrámhoz adagolt ezreléknyi kálium, nátrium és szilicium mellett alumíniumot is adagoltak adalékanyagként. Az adalékanyagokat oxid formájában adták a volfrámporhoz, ez a porkohászati eljárás során elpárolgott ugyan, de 0,01%-ban visszamaradt, és ez elég volt ahhoz, hogy a szál kiváló tulajdonságokkal rendelkezzen. A találmányra azonnal felfigyeltek a világ izzólámpa gyárai, és a nemzetközi izzólámpakartell tagjai azonnal megvásárolták a találmányt. Mind a mai napig, kisebb-nagyobb eltéréssel ennek alapján gyártják az egész világon a volfrám izzólámpákat. Ez a szál nem törékeny, és 1000 órán át is megtartja alakját, nem nyúlik meg. Millner a volfrámszál tökéletesítése mellett részt vett Bródy kísérleti programjában is.
A második világháború kezdetén az Izzót hadiüzemmé nyilvánították és az izzólámpa kutatások háttérbe szorultak. Millner továbbra is vezető beosztásban maradt. 1945-ben az Izzóban működő igazoló bizottság vezetésre alkalmatlannak ítélte.

## Elismerései
- 1936: A Magyar Néprajzi Társaság tagjává választják
- 1942: A Deutsche Bunsen Gesellschaft tagjává választják
- 1948: Műszaki doktori cím
- 1954: Kossuth-díj
- 1955: MTA levelező tagja
- 1956: Munka Érdemrend
- 1958: az MTA Műszaki Fizikai Kutatóintézet igazgatóhelyettese
- 1961: az MTA rendes tagja
- 1963: Miskolci Nehézipari Egyetem címzetes egyetemi tanára
- 1969: A Munka Érdemrend arany fokozatával tüntetik ki
- 70. születésnapjára megjelenik válogatott műveinek kiadása
- 1970: Állami Díj I. fokozat – a wolframfém-izzószál fontos alapkutatási problémáinak megoldásáért és az eredmények gyakorlatba való átültetése terén végzett életművéért
- 1970: Nemzetközi Porkohászati Unió Plansee Plakettje
- 1975: Aranyoklevél (BME)
- 1979: Munka Érdemrend (arany fokozat)
- 1981: Nemzetközi Porkohászati Plansee Plakett
- 1983: Gyémántoklevél (BME)
- 1984: Szocialista Magyarországért érdemrend

## Családja
Szülei Millner József az Osztrák Magyar Bank sopronifiókjának tisztviselője és Gianone Ida, néhai Gianone Ágoston pécsi építész leánya. Apja 23 éves volt amikor elvette édesanyját 1898-ban. Három fiuk született, köztük Millner Tivadar. Apja 42 évesen hunyt el, 1912-ben Osztrák Magyar Bank pécsi fiókjának vezetőjeként. 